# Ciudad domótica

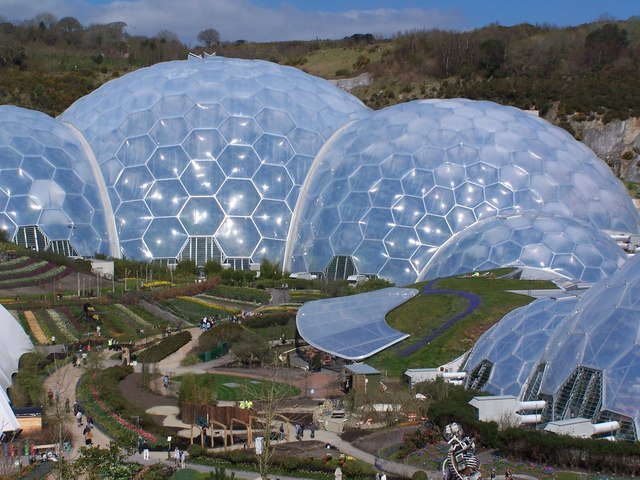
El Proyecto Edén (Eden Project) del año 2000 en Cornwall, Inglaterra. Un jardín botánico que busca el desarrollo sostenible.

Una ciudad domótica es un tipo de estructura ficticia que encierra una gran área urbana bajo un mismo techo. En la mayoría de las descripciones, el domo es hermético y presurizado, creando un ambiente que puede ser controlado por aire a temperatura, composición y calidad, normalmente causado por la atmósfera externa (o falta de ella). Esto es dañino para ser habitado por una o varias razones. Las ciudades domóticas han sido un accesorio de la ciencia ficción y futurista desde antes del siglo XX y tal vez situada en la tierra, en la luna o en otro planeta.

## Antecedentes
No está exactamente muy claro cuando apareció por primera vez el concepto de ciudad domótica. La frase "ciudad domótica" entró en uso en el siglo XIX con un diferente sentido, significando un horizonte con construcciones de domo. Un catálogo de ciencia ficción temprana menciona en 1881 una obra socialista y de fantasía supremacista "De Aquí A Trescientos Años" por el autor británico William Delisle Hay. El libro describe una civilización futura donde la mayoría de la humanidad vive en ciudades de domo de vidrio debajo del mar, permitiéndole a la superficie de la tierra ser usada primordialmente para la agricultura. Se pueden enumerar varios ejemplos de principios del siglo XX.

## Cultura popular y ciencia ficción
Autores usaban las ciudades domóticas como respuesta a muchos problemas, algunas veces en beneficio de las personas viviendo en ellas y otras veces no. Los problemas de contaminación del aire y otros de destrucción ambiental son motivos comunes, particularmente en historias de mitades del siglo XX. Como en "Pure" trilogía de libros de Julianna Baggott. En algunos trabajos, la ciudad domótica representa el último paso de la raza humana que está muerto o muriendo. La película de 1976 Logan's Run muestra ambos temas. Los personajes tienen una vida confortable dentro de la ciudad domótica, pero la ciudad también sirve para controlar al pueblo y para mantener segura a la humanidad de no crecer más que sus medios.
La ciudad domótica en ficción ha sido interpretada como un símbolo de útero que alimenta y protege a la humanidad. Donde otras historias de ciencia ficción enfatizan en la enorme extensión del universo, la ciudad domótica tiene un límite en sus habitantes , con el contexto de que el caos puede venir por la interacción con el mundo exterior.
Algunas veces se ha postulado que un gobierno distópico puede tener a su pueblo sosegado y feliz modificando los gases en la atmósfera controlada de la ciudad domótica.
En algunos trabajos multimedia las ciudades domóticas fueron usadas para cuarentenar a sus habitantes. 
- The Bubble (1966), película.
- Girls (2005), una serie de libros de cómic.
- En la serie de anime Ergo Proxy (2006), las ciudades domóticas son ciudades inteligentes que son hechas para la supervivencia de la especie humana en una era posapocalíptica. Fueron diseñadas para ser autosuficientes y soportar una pequeña población de personas y sus compañeros robots.[4]
- Los Simpson: la película (2007), está inspirada en la famosa serie de televisión Los Simpson.
- La cúpula (2009), novela de Stephen King y al mismo una serie de televisión inspirada en el libro y con el mismo nombre.
- En el juego de ciencia ficción Crysis (2013), la compañía privada militar C.E.L.L construyó grandes domos alrededor de las ciudades incluyendo Nueva York, para así poder matar al resto de los alienígenas del juego. Los domos provocaban una atmósfera de lluvia en ambientes urbanos y tenían el propósito oculto de C.E.L.L que era dominar el mundo a través de la tecnología.[5]

## Propuestas de ingeniería
Durante los años 1960 y 1970, el concepto de ciudad dómotica fue extensamente discutido afuera de las fronteras de la ciencia ficción. En 1960, el visionario ingeniero Buckminster Fuller describió un domo geodésico de 3 km situado en el centro de Manhattan que podía regular el clima y reducir la contaminación de aire.
Una ciudad dómotica fue propuesta por Winooski, Vermont y en 2010 por Houston.
En 2010 una ciudad dómotica con capacidad para albergar a 100.000 personas fue propuesta por la empresa rusa AB Elise para construirse en el agujero que dejó una antigua mina de diamantes en la ciudad rusa de Mirni.